# Vicco (Kentucky)
Pour les articles homonymes, voir Vicco.
Vicco est une ville américaine située dans les comtés de Perry et de Knott, dans le Kentucky. Selon le recensement de 2020, sa population est de 327 habitants.